# Smrk (Jizera-bjergene)
Smrk (polsk: Smrek; tysk: Tafelfichte) er det højeste bjerg i den tjekkiske del af Jizera-bjergene. Med en højde på op til 1.124 moh. er det nogle gange kendt som "Kongen af Jizera-bjergene".

## Geografi
Toppen af bjerget ligger i kommunen Lázně Libverda i Liberec-regionen i det nordlige Bøhmen. På plateauets østlige rand går grænsen til Polen; den polske del af toppen er vest for Świeradów-Zdrój når en højde på 1.123 moh.
Toppen byder på panoramaudsigt til den fremtrædende Sněžka-top i Kæmpebjergene (Krkonose/Karkonosze-bjergene) i øst, samt til Lausitzer Bergland ud over den tyske grænse i vest op til køletårnene på Kraftwerk Boxberg.
Stenmonumentet "Tabulový kámen" ( Tafelstein) på den nordlige skråning markerer stedet, som siden middelalderen udgjorde den historiske trelandsgrænse mellem:
- Oberlausitz, herresædet Meffersdorf (polsk: Unięcice, i det nuværende Pobiedna)
- det nedre Schlesiske hertugdømme Jawor, hvor landene omkring Szklarska Poręba (Schreiberhau) blev holdt af huset Schaffgotsch, og
- det bøhmiske område omkring Frýdlant ( Friedland ).

Bjerget har fået sit navn fra en engang mægtig gran (tjekkisk: smrk, tysk: Fichte) træ nær grænsen, hvor den kejserlige generalissimo Albrecht von Wallenstein, efter sin ophøjelse til en hertug af Friedland, naglede sit våbenskjold i 1628. Træet blev rykket op med rode af en storm i 1790.
Bøhmen, Schlesien og Lausitz havde alle været under den bøhmiske krone siden det 14. århundrede, og en del af det østrigske habsburgske monarki siden 1526. Efter at Øvre Lausitz overgik til kurfyrsten i Sachsen ved freden i Prag efter 30-årskrigen i 1635, og den preussiske konge Frederik den Store erobrede Schlesien i 1742, var bjerget også trepunktet mellem de saksiske, preussiske og østrigske lande. Ved Wienerkongressen i 1815 annekterede Preussen også de øvre lusatiske lande mod nordvest, som blev indlemmet i provinsen Schlesien.
Den 21. august 1892 blev et 20 meter højt udsigtstårn af træ, bygget oven på Tafelfichte. Bjerghytten, der brugtes til at huse bygningsarbejderne, blev efter tårnets opførelse omdannet til et bjerghytte (Baude, bouda). Indtil 1935 besøgtes bjergtoppen af op til 18.000 mennesker om året.
I 1909 rejstes en mindesten til ære for den tyske digter Theodor Körner på toppen, til minde om hans ophold hundrede år før.
Efter 2. verdenskrig blev den lokale tyske befolkning fordrevet, og hytten lå øde og plyndret. Den forladte hytte forfaldt, og tårnet styrtede sammen i 1950'erne. I løbet af de følgende årtier har skovdød, på grund af parasitter eller sur regn, ryddet toppen af bjerget til et punkt, hvor det stort set er blottet.
Efter fløjlsrevolutionen i 1989 planlagde man at bygge et nyt tårn. I 2002 begyndte byggeriet og den 18. september 2003 blev et andet 20 meter højt tårn indviet, denne gang lavet af stål. I juni 2009 blev en kopi af trætårnet fra det 19. århundrede rejst i Prags zoologiske have.

## Bestigning
- Et godt udgangspunkt er den tjekkiske by Lázně Libverda, hvorfra en rødmarkeret sti fører til Smrk-toppen.
- En ligeledes stejl rute fra den polske side starter ved Świeradów-Zdrój via Stóg Izerski (Heufuder) undertoppen til toppen.
- En anden bekvem rute er på syv km fra den tjekkiske Smědava (Wittighaus) kro med røde markører. Kun det sidste afsnit, kaldet "Jakobs Stige" (Himmelsleiter) går stejlt op ad bakke.